# Paraxeropsis camousseighti
Paraxeropsis camousseighti is een insect uit de orde Phasmatodea en de familie Heteronemiidae. De wetenschappelijke naam van deze soort is voor het eerst geldig gepubliceerd in 2011 door Vera.